# Lance Bade
Lance Bade, né le 6 février 1971 à Vancouver, est un tireur sportif américain. 

## Carrière
Lance Bade participe aux Jeux olympiques de 1996 à Atlanta où il remporte la médaille de bronze en trap.